# Vini Lopez
Vini Lopez, noto anche con lo pseudonimo di Mad Dog (Neptune, 22 gennaio 1949), è un batterista statunitense.

## Biografia
È stato il batterista della E Street Band e collaboratore di Bruce Springsteen. 
Si ritirò dal gruppo nel 1974 per cause sconosciute: alcuni biografi citano il fatto che la qualità delle sue performance fosse sommaria ed amatoriale rispetto al successo ottenuto da Springsteen e la E Street Band, anche se in un'intervista affermò di avere litigato con il produttore Mike Appel "... in Rosalita c'era un errore abbastanza evidente che venne lasciato. (Appel) voleva dimostrare a tutti che non ero capace di suonare..." (Mucchio Selvaggio).
Fu sostituito prima da Ernest "Boom" Carter e successivamente da Max Weinberg per tutti gli anni seguenti.
Attualmente si esibisce con un'altra band locale, la Steel Mill Retro, con un repertorio di canzoni di Springsteen dell'epoca giovanile: il nome del gruppo è un tributo a Steel Mill, uno  dei nomi della formazione adolescenziale composta da Lopez, Springsteen e Steve Van Zandt.